# Magneuptychia philippa
Magneuptychia philippa är en fjärilsart som beskrevs av Butler 1866. Magneuptychia philippa ingår i släktet Magneuptychia och familjen praktfjärilar. Inga underarter finns listade i Catalogue of Life.